# Pokal Slovenije 2008/09
Der Pokal Slovenije 2008/09 war die 18. Austragung des slowenischen Fußballpokalwettbewerbs der Herren. Pokalsieger wurde Titelverteidiger Interblock Ljubljana, der sich im Finale gegen den FC Koper durchsetzte.
Durch den Sieg im Finale qualifizierte sich Interblock für die 3. Qualifikationsrunde der UEFA Europa League 2009/10.

## Teilnehmer
| Nogometna Liga 2008/09     |
| -------------------------- |
| NK Maribor                 |
| ND HIT Gorica              |
| NK Rudar Velenje           |
| NK MIK CM Celje            |
| NK Domžale                 |
| Interblock Ljubljana       |
| NK Nafta Lendava           |
| FC Koper                   |
| NK Labod Drava Ptuj        |
| NK Primorje                |
| NK Livar Ivanča Gorica (A) |

| Sieger des Regionalpokals | Sieger des Regionalpokals                            |
| ------------------------- | ---------------------------------------------------- |
| MNZ Celje                 | DNŠ MU Šentjur, NK Krško                             |
| MNZ Koper                 | MNK Izola, SC Bonifika                               |
| MNZG Kranj                | NK Šenčur, NK Velesovo                               |
| MNZ Lendava               | NK Črenšovci, NK Polava                              |
| MNZ Ljubljana             | NK Olimpija Ljubljana, NK Bela krajina, NK Krka      |
| MNZ Maribor               | NK Slovenj Gradec, NK Dravograd, NK Korotan Prevalje |
| MNZ Murska Sobota         | ND Mura 05, ŠD Roma                                  |
| MNZ Nova Gorica           | ND Adria, NK Idrija                                  |
| MNZ Ptuj                  | NK Aluminij, NK Zavrč                                |

## Modus
Bis auf das Halbfinale wurde der Sieger in einem Spiel ermittelt. Stand es nach der regulären Spielzeit von 90 Minuten unentschieden, kam es zur Verlängerung von zweimal 15 Minuten und falls danach immer noch kein Sieger feststand zum Elfmeterschießen. Im Halbfinale wurden die Sieger in Hin- und Rückspiel ermittelt.
Mannschaften, die sich aus dem gleichen Regionalpokal qualifiziert hatten, konnten in den beiden ersten Runden nicht aufeinander treffen. Unterklassige Teams hatten Heimrecht.

## 1. Runde
In dieser Runde traten die Sieger des regionalen Pokals aufeinander. Da Izola sich vor Beginn des Wettbewerbs zurückzog, erhielt Adria ein Freilos.
| Datum                 |                       | Ergebnis   |                     |
| --------------------- | --------------------- | ---------- | ------------------- |
|                       | NK Zavrč              | 3:0 (w.o.) | NK Korotan Prevalje |
| 02.09.2008, 17:00 Uhr | NK Dravograd          | 9:1        | ŠD Roma             |
| 19.09.2008, 17:00 Uhr | NK Črenšovci          | 2:5        | NK Aluminij         |
| 19.09.2008, 17:00 Uhr | DNŠ MU Šentjur        | 8:1        | NK Polava           |
| 19.09.2008, 17:00 Uhr | ND Mura 05            | 11:00      | NK Slovenj Gradec   |
| 19.09.2008, 17:00 Uhr | NK Bela krajina       | 1:2        | SC Bonifika         |
| 19.09.2008, 17:00 Uhr | NK Olimpija Ljubljana | 8:0        | NK Velesovo         |
| 19.09.2008, 17:00 Uhr | NK Idrija             | 1:2        | NK Krka             |
| 19.09.2008, 19:00 Uhr | NK Šenčur             | 3:2        | NK Krško            |
|                       | ND Adria              | Freilos    |                     |

## 2. Runde
Teilnehmer: Die zehn Sieger der 1. Runde
| Datum                 |            | Ergebnis |                       |
| --------------------- | ---------- | -------- | --------------------- |
| 03.09.2008, 16:00 Uhr | NK Krka    | 3:0      | NK Aluminij           |
| 03.09.2008, 16:00 Uhr | ND Mura 05 | 3:1      | DNŠ MU Šentjur        |
| 03.09.2008, 16:00 Uhr | NK Zavrč   | 1:0      | NK Dravograd          |
| 03.09.2008, 16:00 Uhr | ND Adria   | 1:5      | SC Bonifika           |
| 03.09.2008, 17:30 Uhr | NK Šenčur  | 0:1      | NK Olimpija Ljubljana |

## Achtelfinale
In dieser Runde trafen die Sieger der 2. Runde an, sowie alle Erstligisten der Saison 2007/08 und der Erstligaabsteiger der Saison 2007/08 an. 
| Datum                 |                  | Ergebnis              |                        |
| --------------------- | ---------------- | --------------------- | ---------------------- |
| 17.09.2008, 16:00 Uhr | ND Mura 05       | 1:3                   | NK Maribor             |
| 17.09.2008, 16:00 Uhr | NK Krka          | 1:3                   | NK Nafta Lendava       |
| 17.09.2008, 16:00 Uhr | FC Koper         | 1:1 n. V. (3:1 i. E.) | NK Olimpija Ljubljana  |
| 17.09.2008, 16:00 Uhr | NK Domžale       | 1:4                   | NK Livar Ivanča Gorica |
| 17.09.2008, 16:00 Uhr | SC Bonifika      | 1:2                   | Interblock Ljubljana   |
| 17.09.2008, 16:00 Uhr | ND Gorica        | 2:1                   | NK Labod Drava Ptuj    |
| 17.09.2008, 16:00 Uhr | NK Primorje      | 5:0                   | NK Zavrč               |
| 17.09.2008, 18:00 Uhr | NK Rudar Velenje | 2:1                   | NK Celje               |

## Viertelfinale
| Datum                 |             | Ergebnis              |                        |
| --------------------- | ----------- | --------------------- | ---------------------- |
| 22.10.2008, 14:00 Uhr | NK Primorje | 2:3                   | Interblock Ljubljana   |
| 22.10.2008, 14:00 Uhr | FC Koper    | 1:1 n. V. (3:2 i. E.) | NK Nafta Lendava       |
| 22.10.2008, 18:00 Uhr | NK Maribor  | 2:0                   | NK Rudar Velenje       |
| 22.10.2008, 18:00 Uhr | ND Gorica   | 6:0                   | NK Livar Ivanča Gorica |

## Halbfinale
Die Hinspiele fanden am 15. April 2009 statt, die Rückspiele am 29. April 2009.
|                      | Gesamt |            | Hinspiel | Rückspiel |
| -------------------- | ------ | ---------- | -------- | --------- |
| Interblock Ljubljana | 5:4    | NK Maribor | 2:2      | 3:2       |
| ND HIT Gorica        | 3:4    | FC Koper   | 2:4      | 1:0       |

## Finale
| Paarung              | Interblock Ljubljana – FC Koper |
| Ergebnis             | 2:1 (1:0) |
| Datum                | 30. Mai 2009 um 20:00 Uhr |
| Stadion              | Ljudski vrt, Maribor |
| Zuschauer            | 2.500 |
| Schiedsrichter       | Darko Čeferin |
| Tore                 | 1:0 Robert Berić (40.) 2:0 Ermin Raković (53.) 2:1 Mitja Viler (76.) |
| Interblock Ljubljana | Janez Strajnar – Alen Jogan (21. Suvad Grabus), Ermin Raković , Rok Elsner, Zoran Zeljković – Darijan Matić, Luka Macjen (89. Blaž Božič), Theophile Ntame, Boštjan Jelečević (82. Nejc Skubic) – Robert Berić, Dejan Grabić Cheftrainer: Igor Benedejčič                     |
| FC Koper             | Admir Suhonjič – Kristijan Polovanec, Enes Handangić , Patrick Ipavec (25. Dalibor Radujko), Juan Vitagliano (72. Saša Božičič) – Vladimir Petrović, Andraž Struna, Mitja Brulc, Aleksander Tajević – Mitja Viler, Ivica Guberac (79. Aleš Mertelj) Cheftrainer: Nedžad Okčič |
| Gelbe Karten         | Alen Jogan, Rok Elsner, Ermin Raković, Suvad Grabus, – Enes Handangić, Ivica Guberac, Aleš Mertelj |
| Platzverweise        | keine – Dalibor Radujko (90.) |